# Agnes von Beaujeu
Agnes von Beaujeu (* um 1202; † 11. Juli 1231) war eine französische Adlige. Sie wurde durch Heirat 1222 Gräfin von Champagne.
Agnes war die älteste Tochter von Guichard IV., Herr von Beaujeu und Montpensier, und seiner Gattin Sibylla, Tochter des Grafen Balduin V. von Hennegau, der als Balduin VIII. auch Graf von Flandern war. Da eine andere Tochter Balduins, Isabella, den französischen König Philipp II. August geehelicht hatte, war dieser Agnes’ angeheirateter Onkel.
Wie der Zisterziensermönch Alberich von Trois-Fontaines in seiner Weltchronik berichtet, vermählte sich Agnes 1222 mit dem etwa zwei Jahre älteren Grafen Theobald IV. von Champagne, der sich zuvor im selben Jahr von seiner ersten, kinderlos gebliebenen Gattin Gertrud, einer Tochter des Grafen Albrecht II. von Dagsburg, hatte scheiden lassen.
Agnes gebar ihrem Gemahl die Tochter Blanche (* um 1226; † 12. August 1283), die 1236 eine Ehe mit dem Herzog Johann I. von Bretagne einging. Bereits im Jahr 1231 verstarb Agnes und wurde im Kloster Clairvaux beigesetzt; sie erlebte nicht mehr, dass Theobald 1234 König von Navarra wurde.